# Gabrijel Divjanović
Gabrijel Divjanović (Našice, 23. ožujka 1913. – Zagreb, 27. srpnja 1991.), hrvatski prirodoslovac i popularizator znanosti.
Gimnaziju i pravni fakultet završio je u Zagrebu, gdje je doktorirao i zaposlio se u Penzionom uredu. Godine 1942. odlazi u partizane. Nakon rata odriče se vojne karijere i radi u Ministarstvu prosvjete. Uskoro je postao upraviteljem Zemaljskog zavoda za zaštitu prirodnih rijetkosti NR Hrvatske i tajnikom Hrvatskog prirodoslovnog društva. Akademik Fran Tučan, tadašnji predsjednik Društva jednom će kazati da je Gabrijel Divjanović «poslije blagopreminulog Otona Kučere, najmasovniji popularizator nauke u Hrvatskoj». Godine 1952. G. Divjanović prelazi u Hrvatsko prirodoslovno društvo i postaje upraviteljem Zvjezdarnice u Zagrebu i tu ostaje sve do umirovljenja 1978. godine. 
Divjanovića je trajno zaokupila popularizacija astronomije među mladeži. Naraštaji okupljeni oko Zvjezdarnice dali su trajno poznata imena na području astronomije u Hrvatskoj, a bezbroj mladih stjecalo je uvijek nove spoznaje o svemiru i čovjekovu mjestu u njemu. Skupina mladih astronoma pod njegovim vodstvom piše "Dramu u svemiru", knjigu punu proturatnog i protunuklearnog naboja. Prevedena je na esperanto, proslavila je Zagrebačku zvjezdarnicu diljem svijeta. Uređivao je časopis za popularizaciju astronomije "Čovjek i svemir" koji je izlazio u nakladi od 70 tisuća primjeraka, a "Homo kaj kosmo" bio je jedini esperantski astronomski časopis na svijetu. Primio je nagrade "Fran Tučan", za popularizaciju znanosti i "Ivan Filipović" za životno djelo.